# Voie sublinguale
Pour les articles homonymes, voir Sublingual.

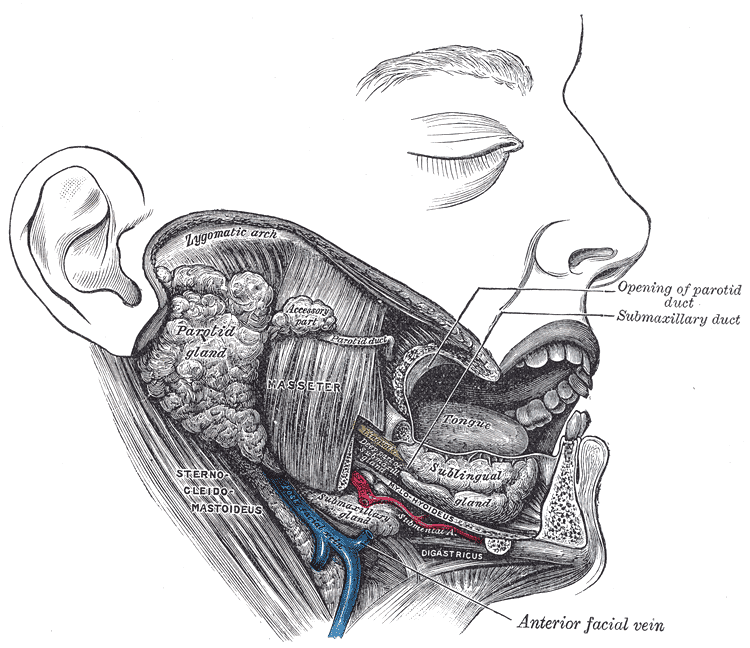
Dissection, montrant les glandes salivaires du côté droit

En pharmacologie, on appelle voie sublinguale une façon d'administrer des médicaments par voie buccale sous la langue jusqu'à dissolution complète, par absorption au travers des muqueuses sous la langue. Elle est différente de la voie perlinguale qui concerne uniquement les muqueuses de la langue et de la face interne des joues.
En principe, les médicaments qui ont été prévus par leur fabricant pour être injectés peuvent également être administrés de cette façon (par exemple au moyen de vaporisateurs dans lesquels on met le produit des ampoules, leur nom commercial est Adapplicator). Il n'est pas possible cependant d'utiliser ce moyen dans le cas d'agents peu solubles dans l'eau ou pouvant difficilement être résorbés. Par ailleurs les fabricants ne garantissent l'efficacité de leurs préparations que dans le cas d'un emploi conforme à leurs recommandations. Seul le médecin est à même de prescrire « hors AMM » un mode d'emploi qui diffère des indications données.
Exemple de formes galéniques : comprimé sublingual.